# Navia schultesiana
Espèce
Classification phylogénétique
Navia schultesiana est une espèce de plantes à fleurs de la famille des Bromeliaceae, endémique de Colombie et décrite en 1944.

## Distribution
L'espèce est endémique de la sierra de Chiribiquete, dans la partie colombienne de la forêt amazonienne.

## Description
L'espèce est épiphyte ou chamaephyte.